# Любимівка (Молочанська міська громада)
Люби́мівка — село в Україні, у Молочанській міській громаді Пологівського району Запорізької області. Населення становить 181 осіб. До 2020 орган місцевого самоврядування — Долинська сільська рада.

## Географія
Село Любимівка розташоване на лівому березі річки Молочна, вище за течією на відстані 1 км розташоване село Рибалівка, нижче за течією на відстані 2 км розташоване село Світлодолинське, на протилежному березі — село Старобогданівка. Річка в цьому місці звивиста, утворює лимани, стариці та заболочені озера. Через село проходить автомобільна дорога Р85, поруч проходить залізниця, станція Світлодолинська за 4 км.

## Історія
- 1804 — дата заснування як села Лінденау.
- До 1871 року Лінденау входило в Молочанський менонітський округ Бердянського повіту.[1]
- В 1945 році перейменоване в село Любимівка.
- 12 червня 2020 року, відповідно до Розпорядження Кабінету Міністрів України від № 713-р «Про визначення адміністративних центрів та затвердження територій територіальних громад Запорізької області», увійшло до складу Молочанської міської громади.[2]
- 19 липня 2020 року, в результаті адміністративно-територіальної реформи та ліквідації Токмацького району, селище увійшло до складу Пологівського району.[3]

## Населення

### Мова
Розподіл населення за рідною мовою за даними перепису 2001 року:
| Мова            | Кількість | Відсоток |
| --------------- | --------- | -------- |
| українська      | 146       | 80.66%   |
| російська       | 34        | 18.79%   |
| інші/не вказали | 1         | 0.55%    |
| Усього          | 181       | 100%     |